# Tymoteusz (patriarcha Jerozolimy)
Tymoteusz (ur. 1878, zm. 31 grudnia 1955) – prawosławny patriarcha Jerozolimy w latach 1935–1955.